# Sergi Escobar
Sergi Escobar, född den 22 september 1974 i Lleida, Spanien, är en spansk tävlingscyklist som tog brons i bancykelförföljelsen och även brons i lagtävlingen vid olympiska sommarspelen 2004 i Aten.